# John Shaw Billings

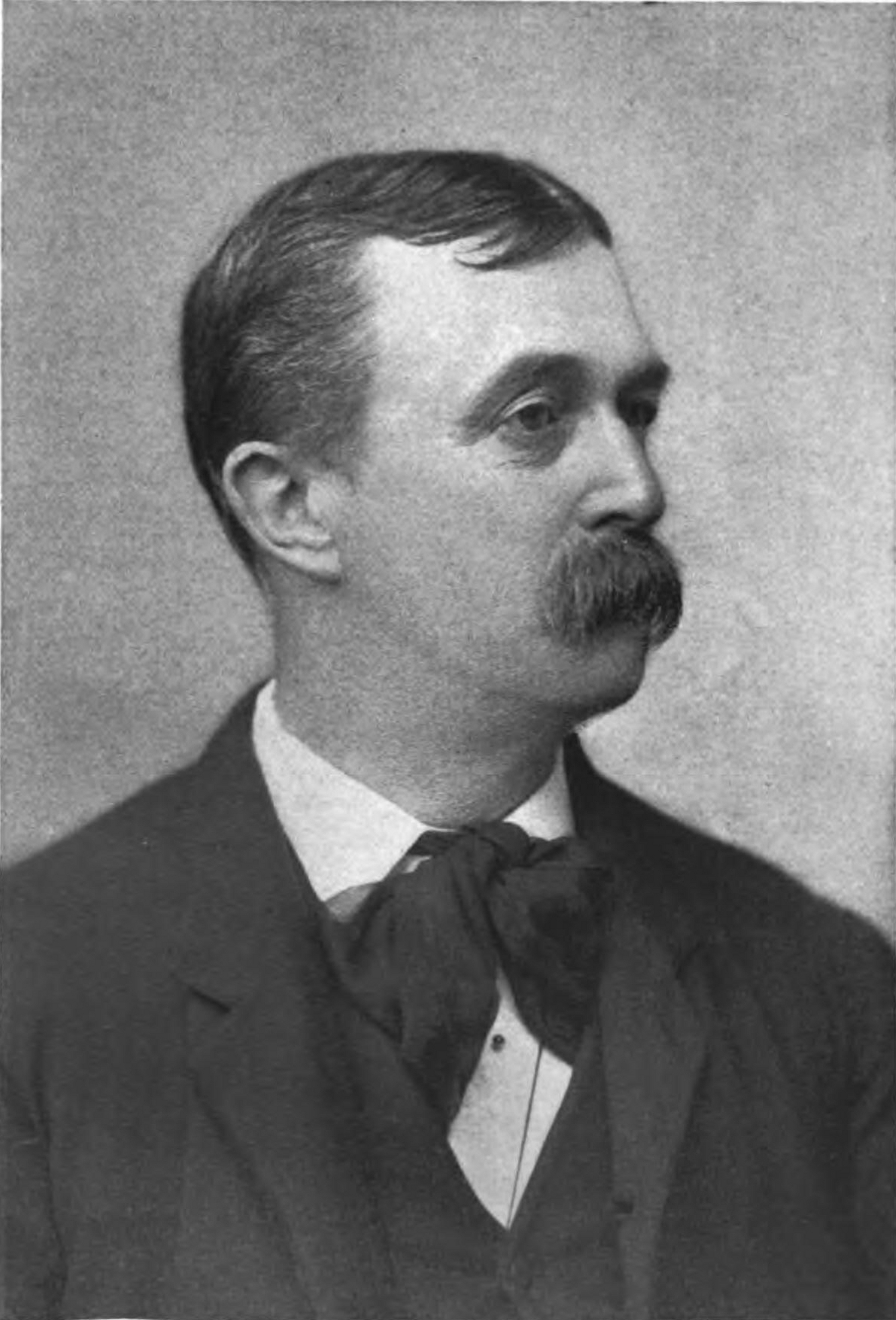
John Shaw Billings

John Shaw Billings (* 12. April 1838 im Switzerland County, Indiana; † 11. März 1913 (nach anderen Angaben am 10. März 1913) in New York, New York) war ein US-amerikanischer Chirurg und Bibliothekar. Er ist vor allem als eigentlicher „Begründer“ der Library of the Surgeon General’s Office bekannt, der heutigen United States National Library of Medicine.

## Leben
Billings erwarb 1857 an der Miami University einen ersten Studienabschluss und 1860 am Medical College of Ohio einen M.D. als Abschluss des Medizinstudiums. Er arbeitete zunächst als Prosektor (demonstrator) in der Anatomie. Seit 1862 war er Militärchirurg in der United States Army. Er machte sich um den Rückzug der Verwundeten nach der verlustreichen Schlacht bei Chancellorsville verdient und diente unter gefährlichsten Bedingungen während der Schlacht von Gettysburg. 1864 übernahm er die Leitung des Invalid Reserve Corps und wurde in der Folge mit einer Vielzahl von unterschiedlichsten Aufträgen betraut, darunter die Sammlung und Aufarbeitung der medizinisch-chirurgischen Berichte des Sezessionskriegs. Billings stieg bis 1890 zum Colonel und stellvertretenden Surgeon General of the United States Army auf. Er zeigte eine besondere Begabung für die Planung und Errichtung von Krankenhausbauten. So wurde sein wegweisender Entwurf für das Johns Hopkins Hospital angenommen. Außerdem entwarf er das Army Medical Museum (später National Museum of Health and Medicine) und die Library of the Surgeon General’s Office, deren gemeinsame Leitung er 1883 übernahm, sowie später das Brigham Hospital in Boston. Bereits in den Jahren vor 1883 hatte er sich um die Library of the Surgeon General’s Office verdient gemacht, für die er die verfügbare medizinische Literatur seiner Zeit sammelte, systematisch erfasste, katalogisierte und klassifizierte und so verfügbar machte. 1894 erhielt er eine Professur für Hygiene an der Army Medical School in Washington. Billings war an Planung und statistischer Auswertung der US-amerikanischen Volkszählungen von 1880, 1890 und 1900 beteiligt. Gemeinsam mit Herman Hollerith entwickelt er die Lochkarte und sorgte er für ihre Einführung bei den Volkszählungen.
1895 wurde Billings aus dem Militärdienst entlassen, um eine Professur für Hygiene an der University of Pennsylvania annehmen zu können, Vorlesungen in Hygiene hatte er dort schon zuvor gehalten. Den Bestand der Library hatte er bis zu diesem Zeitpunkt von knapp 1.400 auf über 300.000 Bände ausgebaut. Alle Neuerfassungen gingen in den von ihm gegründeten Index Medicus ein. Billings wurde 1896 als Leiter der neu gegründeten New York Public Library bestimmt und trug wesentlich zur architektonischen und organisatorischen Planung der 1902 eröffneten Bibliothek bei.
Billings veröffentlichte zahlreiche Schriften zu Mykologie, Hygiene, Lüftungs- und Sanitärtechnik, Krankenhausarchitektur und -verwaltung, (militärische) Medizinstatistik und Bevölkerungsstatistik, Nosologie und Medizintopografie (welche Krankheiten finden sich warum an welchen Orten), sowie Medizingeschichte, insbesondere Geschichte der Chirurgie. Er schrieb für die National Academy of Sciences Nachrufe (Biographical Memoirs) auf Joseph Janvier Woodward, Spencer F. Baird und Francis A. Walker.
1878 gehörte John S. Billings zu den Gründern des Washingtoner Cosmos Club. Von 1879 bis 1886 war er Vizepräsident des kurzlebigen National Board of Health (einer Vorgängerinstitution des heutigen United States Public Health Service), 1880 Präsident der American Public Health Association (APHA). 1881 wurde er in die American Academy of Arts and Sciences gewählt, 1883 in die National Academy of Sciences, deren Schatzmeister von 1887 bis 1898 und Mitglied des Aufsichtsrates von 1896 bis 1907 er war, ebenfalls 1883 in die American Association for the Advancement of Science, 1913 in die American Philosophical Society. Billings gehörte 1902 zum Gründungsstiftungsrat der Carnegie Institution of Washington und war dort zunächst stellvertretender Vorsitzender und von Ende 1903 bis zu seinem Tod Vorsitzender. Billings hielt Ehrendoktorate folgender Universitäten: Edinburgh (LL. D., 1884), Harvard (IX. D., 1886), Oxford (D. C. L., 1889), München (M. D., 1889), Dublin (M. D., 1892), Budapest (M. D., 1896), Yale (LL. D., 1901) und Johns Hopkins (LL. D., 1902).
John Shaw Billings war seit 1862 mit Kate M. Stevens verheiratet, das Paar hatte fünf Kinder. Billings hatte eine Prädisposition für Krebs und musste sich mehrfach operieren lassen. Er starb an den Folgen einer Lungenentzündung nach einer Operation. Sein Grab befindet sich auf dem Nationalfriedhof Arlington.

## Schriften (Monografien)
- The Principles of Ventilation and Heating and Their Practical Application (1884)
- Report on the Mortality and Vital Statistics of the United States as Returned by the Tenth Census (1885)
- Description of the Johns Hopkins Hospital (1890)
- The National Medical Dictionary (1890)
- Ventilation and Heating (1893)
- The History of Surgery (1895)
- Report on the Local Statistics of the Eleventh Census (1895)
- Vital Statistics of Boston and Philadelphia (1895)